# فلاديمير أوروتشيف
فلاديمير أوروتشيف (مواليد 1 أكتوبر 1954) (بالبلغارية: Владимир Уручев)‏ هو سياسي بلغاري يعمل عضوا في البرلمان الأوروبي (MEP) لحزب مواطنون من أجل التنمية الأوروبية في بلغاريا (GERB). 
بعد انضمام بلغاريا إلى الاتحاد الأوروبي في عام 2007، انتخب كأحد أول أعضاء البرلمان البلغاري في البرلمان الأوروبي، ثم أعيد انتخابه سنة 2009. عمل مهندسا نوويا في محطة كوزلودوي (Kozloduy) للطاقة النووية.
درس أوروتشيف في مدينة بلوفديف. ثم غادر إلى روسيا، حيث التحق بمعهد هندسة الطاقة في موسكو.